# Терелесово
Терелесово — деревня в Вышневолоцком районе Тверской области. Входит в состав Горняцкого сельского поселения. На 2017 год в Терелесово улиц и переулков не числится
Расположено примерно в 7 километрах (по шоссе) на юго-восток от города Вышний Волочёк. У южной окраины Терелесово находится железнодорожная станция Елизаровка Октябрьской железной дороги.

## Население
| 1859 | 2002 | 2010 |
| ---- | ---- | ---- |
| 429  | ↘161 | ↗169 |

## История
Деревня Терелесово когда-то называлась Перелесова, и в ней жили солдаты, охраняющие тракт Санкт-Петербург — Москва. Вследствие ошибки писаря деревня стала называться Терелесово. В Списке населенных мест Тверской губернии за 1859 год упоминается как владельческая деревня Терелесово при колодцах в 5 верстах от административного центра Вышневолоцкого уезда. В деревне насчитывалось 69 дворов и проживало 429 человек.
После постройки Николаевской железной дороги «Санкт-Петербург — Москва» солдатское поселение утратило своё значение. В советское время после Великой Отечественной войны для нужд города Москвы возникло предприятие Терелесовское карьероуправление. Также во время войны велась добыча торфа для нужд народного хозяйства СССР. В данное время в связи с распадом СССР в деревне мало постоянных жителей, большинство составляют дачники из Мурманска, Москвы, Санкт-Петербурга.